# Euro Hockey Challenge 2014
Euro Hockey Challenge 2014 byl čtvrtý ročník Euro Hockey Challenge, který začal 9. dubna 2014 a skončil 27. dubna 2014. Dvanáct nejlepších evropských týmů bylo rozděleno do tří skupin podle žebříčku IIHF. Nasazení zápasů pak probíhalo tak, aby nejlepší týmy hrály se středně silnými, ale ne mezi sebou ani s těmi nejslabšími (nikdy se tak neutkají týmy hrající EHT – CZE, FIN, SWE a RUS). Středně silné týmy hrály zápasy s lepšími i slabšími týmy, ale opět nikoli mezi sebou. Nejslabší dva týmy hrály se středně silnými, ale nikoli s nejsilnějšími. Vítězem EHCH 2014 se stalo Finsko .

## Rozdělení týmů
| Skupina 1 | Skupina 2 | Skupina 3 | Skupina 4 |
| Rusko     | Česko     | Norsko    | Slovensko |
| Finsko    | Švédsko   | Švýcarsko | Německo   |
| Francie   | Bělorusko | Dánsko    | Lotyšsko  |

Každý tým ze skupiny 1 hrál vždy 2 zápasy s každým týmem ze skupiny 4.
Každý tým ze skupiny 2 hrál vždy 2 zápasy s každým týmem ze skupiny 3.

## Zápasy

### 1. kolo
| 9. dubna 2014 19:00 SELČ | Norsko | 2:1 (0:0, 1:1, 1:0) | Bělorusko | Lillehammer, Norsko Návštěvnost: 561 |  |

| Report                                                                      |                                                                             |             |                                             |                                                                               |
| Lars Volden                                                                 | Lars Volden                                                                 | Brankáři    | Vitalij Koval                               | Rozhodčí: Mikael Sjökvist Per Gustav Solem Čároví: Fredrik Altberg Håvar Dahl |
| M. Olimb (K. A. Olimb) – 28:58 P-Å. Skrøder (M. Olimb, K. A. Olimb) – 57:50 | M. Olimb (K. A. Olimb) – 28:58 P-Å. Skrøder (M. Olimb, K. A. Olimb) – 57:50 | 1–0 1–1 2–1 | 33:50 – A. Štěpanov (A. Ugarov, O. Goroško) | Rozhodčí: Mikael Sjökvist Per Gustav Solem Čároví: Fredrik Altberg Håvar Dahl |
| 10 min                                                                      | 10 min                                                                      | Tresty      | 6 min                                       | Rozhodčí: Mikael Sjökvist Per Gustav Solem Čároví: Fredrik Altberg Håvar Dahl |
| 30                                                                          | 30                                                                          | Střely      | 20                                          | Rozhodčí: Mikael Sjökvist Per Gustav Solem Čároví: Fredrik Altberg Håvar Dahl |

| 9. dubna 2014 19:45 SELČ | Švýcarsko | 1:4 (0:2, 0:1, 1:1) | Švédsko | Rapperswil, Švýcarsko Návštěvnost: 3 500 |  |

| Report                                            |                                                   |                     | |  |
| Daniel Manzato                                    | Daniel Manzato                                    | Brankáři            | Linus Ullmark |  |
| D. Schlumpf (T. Scherwey, S. Walser) (PP) – 53:18 | D. Schlumpf (T. Scherwey, S. Walser) (PP) – 53:18 | 0–1 0–2 0–3 0–4 1–4 | 07:09 – L. Klasen (T. Brithén) 18:45 – N. Andersén (L. Kilström, A. Thuresson) 21:51 – D. Axelsson (A. Wennberg, A. Thuresson) 50:13 – P. Hersley (D. Axelsson, S. Walser) (PP) |  |
| 6 min                                             | 6 min                                             | Tresty              | 4 min |  |
| 22                                                | 22                                                | Střely              | 21 |  |

| 10. dubna 2014 17:30 SELČ | Finsko | 5:1 (1:1, 2:0, 2:0) | Lotyšsko | Jyväskylä, Finsko Návštěvnost: 3 678 |  |

| Report | |                         |                                              |                                                                              |
| Ville Kolppanen | Ville Kolppanen | Brankáři                | Ervīns Muštukovs Jānis Kalniņš               | Rozhodčí: Jari Leppaalho Jari-Pekka Pajula Čároví: Juha Kumpu Erkki Mikkonen |
| T. Huhtala (L. Komarov) (PP) – 53:18 M. Keränen (J-P. Hytönen, T. Kiiskinen) – 57:50 I. Pakarinen (M. Lahti, J. Tuppurainen) – 57:50 T. Sallinen (T. Huhtala, E. Pöysti) – 57:50 J-P. Hytönen (T. Kiiskinen, T. Taimi) – 57:50 | T. Huhtala (L. Komarov) (PP) – 53:18 M. Keränen (J-P. Hytönen, T. Kiiskinen) – 57:50 I. Pakarinen (M. Lahti, J. Tuppurainen) – 57:50 T. Sallinen (T. Huhtala, E. Pöysti) – 57:50 J-P. Hytönen (T. Kiiskinen, T. Taimi) – 57:50 | 0–1 1–1 2–1 3–1 4–1 5–1 | 18:45 – G. Galviņš (J. Upītis, G. Skvorcovs) | Rozhodčí: Jari Leppaalho Jari-Pekka Pajula Čároví: Juha Kumpu Erkki Mikkonen |
| 2 min | 2 min | Tresty                  | 8 min                                        | Rozhodčí: Jari Leppaalho Jari-Pekka Pajula Čároví: Juha Kumpu Erkki Mikkonen |
| 53 | 53 | Střely                  | 6                                            | Rozhodčí: Jari Leppaalho Jari-Pekka Pajula Čároví: Juha Kumpu Erkki Mikkonen |

| 10. dubna 2014 18:00 SELČ | Česko | 4:0 (0:0, 3:0, 1:0) | Dánsko | Děčín, Česko Návštěvnost: 3 328 |  |

| Report | |                 |                   |                                                                    |
| Jakub Kovář | Jakub Kovář | Brankáři        | Patrick Galbraith | Rozhodčí: Jan Hribik Pavel Hodek Čároví: Jaromír Bláha Petr Blümel |
| L. Radil (T. Kudělka, R. Kousal) (PP) – 53:18 O. Roman (V. Svačina) – 57:50 O. Roman (V. Svačina, T. Zohorna) – 57:50 T. Nosek (SH) – 57:50 | L. Radil (T. Kudělka, R. Kousal) (PP) – 53:18 O. Roman (V. Svačina) – 57:50 O. Roman (V. Svačina, T. Zohorna) – 57:50 T. Nosek (SH) – 57:50 | 1–0 2–0 3–0 4–0 |                   | Rozhodčí: Jan Hribik Pavel Hodek Čároví: Jaromír Bláha Petr Blümel |
| 12 min | 12 min | Tresty          | 10 min            | Rozhodčí: Jan Hribik Pavel Hodek Čároví: Jaromír Bláha Petr Blümel |
| 45 | 45 | Střely          | 12                | Rozhodčí: Jan Hribik Pavel Hodek Čároví: Jaromír Bláha Petr Blümel |

| 10. dubna 2014 19:15 SELČ | Německo | 3:4 SN (0:1, 2:0, 1:2 – 0:0 – 0:1) | Francie | Weißwasser, Německo Návštěvnost: 3 038 |  |

| Report | |                                            | |                            |
| Felix Brückmann | Felix Brückmann | Brankáři                                   | Florian Hardy | Rozhodčí: Markus Krawinkel |
| K. Hospelt (J. Krueger, F. Mauer) – 23:24 B. Brückner (D. Kahun, L. Draisaitl) – 35:13 Y. Ehliz (D. Boyle, L. Braun) – 48:39 K. Hospelt A. Barta Y. Ehliz K. Hospelt | K. Hospelt (J. Krueger, F. Mauer) – 23:24 B. Brückner (D. Kahun, L. Draisaitl) – 35:13 Y. Ehliz (D. Boyle, L. Braun) – 48:39 K. Hospelt A. Barta Y. Ehliz K. Hospelt | 0–1 1–1 2–1 2–2 3–2 3–3 Samostatné nájezdy | 13:04 – N. Besch (J. Janil) 43:35 – V. Claireaux (D. Fleury, G. Beron) (PP) 51:46 – D. Fleury (J. Desrosiers) D. Fleury N. Ritz G. Beron J. Desrosiers | Rozhodčí: Markus Krawinkel |
| 4 min | 4 min | Tresty                                     | 4 min | Rozhodčí: Markus Krawinkel |
| 48 | 48 | Střely                                     | 34 | Rozhodčí: Markus Krawinkel |

| 11. dubna 2014 17:00 SELČ | Slovensko | 1:3 (0:0, 1:1, 0:2) | Rusko | Bratislava, Slovensko Návštěvnost: 4 859 |  |

| Report                           |                                  |                 | |                                                          |
| Jaroslav Janus                   | Jaroslav Janus                   | Brankáři        | Stanislav Galimov | Rozhodčí: Kubuš Vladimír Baluška Čároví: Šefčík Martinko |
| A. Lapšanský (I. Švarný) – 32:25 | A. Lapšanský (I. Švarný) – 32:25 | 0–1 1–1 1–2 1–3 | 31:21 – A. Kutuzov (I. Zubov, J. Medveděv) 42:22 – F. Malychin (A. Glinkin, V. Galuzin) 58:46 – I. Zubov (S. Širokov, A. Burmistrov) (ENG) | Rozhodčí: Kubuš Vladimír Baluška Čároví: Šefčík Martinko |
| 8 min                            | 8 min                            | Tresty          | 35 min | Rozhodčí: Kubuš Vladimír Baluška Čároví: Šefčík Martinko |
| 33                               | 33                               | Střely          | 21 | Rozhodčí: Kubuš Vladimír Baluška Čároví: Šefčík Martinko |

| 11. dubna 2014 17:30 SELČ | Česko | 2:0 (1:0, 1:0, 0:0) | Dánsko | Děčín, Česko Návštěvnost: 3 810 |  |

| Report                                                                           |                                                                                  |          |                |                                                                              |
| Pavel Francouz                                                                   | Pavel Francouz                                                                   | Brankáři | Sebastian Dahm | Rozhodčí: Vladimir Šindler Martin Fraňo Čároví: Stanislav Barvíř Petr Blümel |
| J. Valský (O. Vitásek, T. Filippi) – 17:13 L. Radil (R. Kousal, B. Jank) – 30:15 | J. Valský (O. Vitásek, T. Filippi) – 17:13 L. Radil (R. Kousal, B. Jank) – 30:15 | 1–0 2–0  |                | Rozhodčí: Vladimir Šindler Martin Fraňo Čároví: Stanislav Barvíř Petr Blümel |
| 10 min                                                                           | 10 min                                                                           | Tresty   | 12 min         | Rozhodčí: Vladimir Šindler Martin Fraňo Čároví: Stanislav Barvíř Petr Blümel |
| 34                                                                               | 34                                                                               | Střely   | 20             | Rozhodčí: Vladimir Šindler Martin Fraňo Čároví: Stanislav Barvíř Petr Blümel |

| 11. dubna 2014 17:30 SELČ | Finsko | 5:1 (0:0, 2:1, 3:0) | Lotyšsko | Kuopio, Finsko Návštěvnost: 4 415 |  |

| Report | |                         |                     |                                                                            |
| Juuse Saros | Juuse Saros | Brankáři                | Jānis Kalniņš       | Rozhodčí: Antti Hämäläinen Tom Laaksonen Čároví: Henri Neva Hannu Sormunen |
| M. Lahti (J. Tuppurainen, J. Marttinen) – 25:21 V-M. Savinainen (J. Karalahti, T. Mäntylä) – 29:54 T. Kiiskinen (J-P. Hytönen, E. Lindell) – 43:48 J. Tuppurainen (I. Pakarinen, K. Näkyvä) – 44:17 P. Wirtanen (J. Karalahti, T. Mäntylä) – 53:15 | M. Lahti (J. Tuppurainen, J. Marttinen) – 25:21 V-M. Savinainen (J. Karalahti, T. Mäntylä) – 29:54 T. Kiiskinen (J-P. Hytönen, E. Lindell) – 43:48 J. Tuppurainen (I. Pakarinen, K. Näkyvä) – 44:17 P. Wirtanen (J. Karalahti, T. Mäntylä) – 53:15 | 1–0 2–0 2–1 3–1 4–1 5–1 | 35:48 – A. Širokovs | Rozhodčí: Antti Hämäläinen Tom Laaksonen Čároví: Henri Neva Hannu Sormunen |
| 2 min | 2 min | Tresty                  | 12 min              | Rozhodčí: Antti Hämäläinen Tom Laaksonen Čároví: Henri Neva Hannu Sormunen |
| 44 | 44 | Střely                  | 14                  | Rozhodčí: Antti Hämäläinen Tom Laaksonen Čároví: Henri Neva Hannu Sormunen |

| 11. dubna 2014 19:00 SELČ | Norsko | 3:2 (2:1, 0:1, 1:0) | Bělorusko | Lillehammer, Norsko Návštěvnost: 719 |  |

| Report | |                     |                                                    |                                                                                     |
| Lars Volden | Lars Volden | Brankáři            | Kevin Lalande                                      | Rozhodčí: Mikael Sjökvist Per Gustav Solem Čároví: Fredrik Altberg Thomas Pettersen |
| A. Stene (K. A. Olimb, M. Olimb) – 06:15 S. Thoresen (R. Dahlstrøm) (PP) – 14:39 R. Dahlstrøm (S. Thoresen) (PP) – 54:19 | A. Stene (K. A. Olimb, M. Olimb) – 06:15 S. Thoresen (R. Dahlstrøm) (PP) – 14:39 R. Dahlstrøm (S. Thoresen) (PP) – 54:19 | 0–1 1–1 2–1 2–2 3–2 | 02:27 – N. Osipov (A. Filičkin) 30:17 – J. Dadonov | Rozhodčí: Mikael Sjökvist Per Gustav Solem Čároví: Fredrik Altberg Thomas Pettersen |
| 16 min | 16 min | Tresty              | 14 min                                             | Rozhodčí: Mikael Sjökvist Per Gustav Solem Čároví: Fredrik Altberg Thomas Pettersen |
| 17 | 17 | Střely              | 17                                                 | Rozhodčí: Mikael Sjökvist Per Gustav Solem Čároví: Fredrik Altberg Thomas Pettersen |

| 11. dubna 2014 20:00 SELČ | Švýcarsko | 4:3 SN (2:1, 0:1, 1:1 – 0:0 – 1:0) | Švédsko | Arosa, Švýcarsko Návštěvnost: 1 750 |  |

| Report | |                                            | |                        |
| Michael Flückiger | Michael Flückiger | Brankáři                                   | Linus Ullmark | Rozhodčí: Mark Wiegand |
| C. Neuenschwander (E. Froidevaux) – 10:14 E. Froidevaux (T. Déruns, T. Ramholt) – 17:14 C. Neuenschwander (D. Kukan, T. Rüfenacht) – 50:00 R. Suri A. Ambühl I. Pestoni | C. Neuenschwander (E. Froidevaux) – 10:14 E. Froidevaux (T. Déruns, T. Ramholt) – 17:14 C. Neuenschwander (D. Kukan, T. Rüfenacht) – 50:00 R. Suri A. Ambühl I. Pestoni | 0–1 1–1 2–1 2–2 2–3 3–3 Samostatné nájezdy | 09:45 – J. Ahnelöv (L. Klasen, S. Önerud) (PP) 21:35 – D. Bång 42:01 – L. Klasen (D. Axelsson) (PP) J. Ryno L. Klasen P. Carlsson | Rozhodčí: Mark Wiegand |
| 10 min | 10 min | Tresty                                     | 10 min | Rozhodčí: Mark Wiegand |
| 26 | 26 | Střely                                     | 33 | Rozhodčí: Mark Wiegand |

| 11. dubna 2014 20:15 SELČ | Německo | 2:0 (1:0, 0:0, 1:0) | Francie | Crimmitschau, Německo Návštěvnost: 5 222 |  |

| Report                                                                                       |                                                                                              |          |                |  |
| Felix Brückmann                                                                              | Felix Brückmann                                                                              | Brankáři | Ronan Quemener |  |
| K. Hospelt (F. Mauer, D. Reul) (PP) – 00:26 M. Plachta (L. Draisaitl, D. Kahun) (PP) – 50:36 | K. Hospelt (F. Mauer, D. Reul) (PP) – 00:26 M. Plachta (L. Draisaitl, D. Kahun) (PP) – 50:36 | 1–0 2–0  |                |  |
| 12 min                                                                                       | 12 min                                                                                       | Tresty   | 24 min         |  |
| 36                                                                                           | 36                                                                                           | Střely   | 13             |  |

| 13. dubna 2014 17:00 SELČ | Slovensko | 4:3 (2:0, 2:2, 0:1) | Rusko | Bratislava, Slovensko Návštěvnost: 6 409 |  |

| Report | |                             | |                                                                |
| Ján Laco | Ján Laco | Brankáři                    | Alexandr Jerjomenko                                                                                 | Rozhodčí: Róbert Müllner Vladimír Baluška Čároví: Tvrdoň Kacej |
| J. Mikúš (M. Šatan, R. Stehlík) – 00:22 D. Skokan (J. Valach) – 12:28 L. Nagy (M. Šatan) (PP) – 24:44 M. Šatan (J. Mikúš, K. Sloboda) – 28:11 | J. Mikúš (M. Šatan, R. Stehlík) – 00:22 D. Skokan (J. Valach) – 12:28 L. Nagy (M. Šatan) (PP) – 24:44 M. Šatan (J. Mikúš, K. Sloboda) – 28:11 | 1–0 2–0 2–1 3–1 3–2 4–2 4–3 | 21:30 – S. Širokov (SH) 25:35 – E. Lisin (V. Galuzin) 40:21 – J. Dadonov (M. Varnakov, J. Medveděv) | Rozhodčí: Róbert Müllner Vladimír Baluška Čároví: Tvrdoň Kacej |
| 10 min | 10 min | Tresty                      | 10 min                                                                                              | Rozhodčí: Róbert Müllner Vladimír Baluška Čároví: Tvrdoň Kacej |
| 20 | 20 | Střely                      | 25                                                                                                  | Rozhodčí: Róbert Müllner Vladimír Baluška Čároví: Tvrdoň Kacej |

### 2. kolo
| 16. dubna 2014 19:00 SELČ | Česko | 6:2 (2:0, 2:1, 2:1) | Norsko | Havlíčkův Brod, Česko Návštěvnost: 2 658 |  |

| Report | |                                 |                                       |                                                                             |
| Alexander Salák | Alexander Salák | Brankáři                        | Lars Volden                           | Rozhodčí: Vladimír Šindler Antonín Jeřábek Čároví: Jiří Gebauer Vít Lederer |
| O. Vitásek (M. Zaťovič, M. Gulaši) (PP) – 05:57 T. Vincour (V. Svačina) – 11:25 J. Petružálek (M. Vondrka) – 29:30 M. Vondrka (T. Zohorna) – 38:02 J. Kolář (P. Pohl) (PP) – 52:31 T. Filippi (P. Pohl, M. Zaťovič) – 55:51 | O. Vitásek (M. Zaťovič, M. Gulaši) (PP) – 05:57 T. Vincour (V. Svačina) – 11:25 J. Petružálek (M. Vondrka) – 29:30 M. Vondrka (T. Zohorna) – 38:02 J. Kolář (P. Pohl) (PP) – 52:31 T. Filippi (P. Pohl, M. Zaťovič) – 55:51 | 1–0 2–0 3–0 3–1 4–1 5–1 6–1 6–2 | 32:29 – M. Frøshaug 57:54 – M. Hansen | Rozhodčí: Vladimír Šindler Antonín Jeřábek Čároví: Jiří Gebauer Vít Lederer |
| 6 min | 6 min | Tresty                          | 6 min                                 | Rozhodčí: Vladimír Šindler Antonín Jeřábek Čároví: Jiří Gebauer Vít Lederer |
| 36 | 36 | Střely                          | 18                                    | Rozhodčí: Vladimír Šindler Antonín Jeřábek Čároví: Jiří Gebauer Vít Lederer |

| 16. dubna 2014 19:00 SELČ | Švédsko | 5:2 (2:1, 3:0, 0:1) | Dánsko | Ängelholm, Švédsko Návštěvnost: 2 168 |  |

| Report | |                             |                                                                                     |                                                                         |
| Oscar Alsenfeldt | Oscar Alsenfeldt | Brankáři                    | Patrick Galbraith                                                                   | Rozhodčí: Morgan Johansson Mikael Holm Čároví: Emil Ryd Ludvig Lundgren |
| J. Lundqvist (L. Klasen, D. Axelsson) – 14:12 D. Daniel Rahimi (P. Arlbrant, M. Sjögren) – 16:55 N. Torp (P. Arlbrant, M. Sjögren) – 22:35 P. Hersley (A. Wennberg, D. Bång) – 27:02 P. Arlbrant (M. Sjögren, D. Bång) (PP) – 32:42 | J. Lundqvist (L. Klasen, D. Axelsson) – 14:12 D. Daniel Rahimi (P. Arlbrant, M. Sjögren) – 16:55 N. Torp (P. Arlbrant, M. Sjögren) – 22:35 P. Hersley (A. Wennberg, D. Bång) – 27:02 P. Arlbrant (M. Sjögren, D. Bång) (PP) – 32:42 | 0–1 1–1 2–1 3–1 4–1 5–1 5–2 | 02:43 – P. Bjorkstrand (J. Jensen) 57:30 – P. Bjorkstrand (J. Jensen, S. Hertzberg) | Rozhodčí: Morgan Johansson Mikael Holm Čároví: Emil Ryd Ludvig Lundgren |
| 12 min | 12 min | Tresty                      | 4 min                                                                               | Rozhodčí: Morgan Johansson Mikael Holm Čároví: Emil Ryd Ludvig Lundgren |

| 17. dubna 2014 17:30 SELČ | Finsko | 3:0 (0:0, 1:0, 2:0) | Německo | Savonlinna, Finsko Návštěvnost: 2 014 |  |

| Report | |             |             |                                                                              |
| Juuse Saros | Juuse Saros | Brankáři    | Robert Zepp | Rozhodčí: Jari-Pekka Pajula Timo Metsälä Čároví: Teemu Riikonen Tuomas Sorsa |
| J. Sallinen (T. Huhtala, T. Sallinen) – 37:38 V-M. Savinainen (J. Tuppurainen, T. Taimi) – 43:23 E. Pöysti (J-P. Hytönen) – 50:34 | J. Sallinen (T. Huhtala, T. Sallinen) – 37:38 V-M. Savinainen (J. Tuppurainen, T. Taimi) – 43:23 E. Pöysti (J-P. Hytönen) – 50:34 | 1–0 2–0 3–0 |             | Rozhodčí: Jari-Pekka Pajula Timo Metsälä Čároví: Teemu Riikonen Tuomas Sorsa |
| 2 min | 2 min | Tresty      | 6 min       | Rozhodčí: Jari-Pekka Pajula Timo Metsälä Čároví: Teemu Riikonen Tuomas Sorsa |
| 27 | 27 | Střely      | 21          | Rozhodčí: Jari-Pekka Pajula Timo Metsälä Čároví: Teemu Riikonen Tuomas Sorsa |

| 17. dubna 2014 18:00 SELČ | Česko | 5:1 (2:0, 2:0, 1:1) | Norsko | Havlíčkův Brod, Česko Návštěvnost: 3 014 |  |

| Report | |                         |                                                   |                                                                           |
| Jakub Kovář | Jakub Kovář | Brankáři                | Lars Haugen                                       | Rozhodčí: Roman Polák René Hradil Čároví: Rudolf Tošenovjan Marek Hlavatý |
| T. Nosek (B. Jank, V. Mozík) – 01:29 J. Valský (R. Smoleňák) – 10:26 B. Jank (L. Radil, V. Mozík) (PP) – 34:57 M. Zaťovič (L. Kovář) – 38:50 T. Zohorna (R. Kousal, M. Růžička) – 48:33 | T. Nosek (B. Jank, V. Mozík) – 01:29 J. Valský (R. Smoleňák) – 10:26 B. Jank (L. Radil, V. Mozík) (PP) – 34:57 M. Zaťovič (L. Kovář) – 38:50 T. Zohorna (R. Kousal, M. Růžička) – 48:33 | 1–0 2–0 3–0 4–0 5–0 5–1 | 57:45 – K. A. Olimb (P-Å. Skrøder, M. Olimb) (PP) | Rozhodčí: Roman Polák René Hradil Čároví: Rudolf Tošenovjan Marek Hlavatý |
| 18 min | 18 min | Tresty                  | 18 min                                            | Rozhodčí: Roman Polák René Hradil Čároví: Rudolf Tošenovjan Marek Hlavatý |
| 30 | 30 | Střely                  | 18                                                | Rozhodčí: Roman Polák René Hradil Čároví: Rudolf Tošenovjan Marek Hlavatý |

| 17. dubna 2014 19:00 SELČ | Bělorusko | 2:5 (1:2, 0:3, 1:0) | Švýcarsko | Grodna, Bělorusko Návštěvnost: 2 500 |  |

| Report                                                                                            |                                                                                                   |                             | |                                                                           |
| Kevin Lalande Andrèj Mezin                                                                        | Kevin Lalande Andrèj Mezin                                                                        | Brankáři                    | Daniel Manzato | Rozhodčí: Maxim Sidorenko Petr Amosov Čároví: Ivan Děďulja Dmitrij Goljak |
| A. Kosticyn (A. Kosticyn, S. Drozd) – 01:07 A. Štěpanov (A. Kosticyn, A. Kaljužnyj) (PP2) – 43:23 | A. Kosticyn (A. Kosticyn, S. Drozd) – 01:07 A. Štěpanov (A. Kosticyn, A. Kaljužnyj) (PP2) – 43:23 | 1–0 1–1 1–2 1–3 1–4 1–5 2–5 | 09:45 – R. Grossmann (T. Ramholt) (PP) 11:10 – C. Kparghai (M. Lino, A. Ambühl) 23:34 – B. Plüss (T. Ramholt, S. Guerra) 24:17 – R. Suri (A. Ambühl, I. Pestoni) (PP) 26:27 – W. Samuel (R. Suri, I. Pestoni) | Rozhodčí: Maxim Sidorenko Petr Amosov Čároví: Ivan Děďulja Dmitrij Goljak |
| 14 min                                                                                            | 14 min                                                                                            | Tresty                      | 18 min | Rozhodčí: Maxim Sidorenko Petr Amosov Čároví: Ivan Děďulja Dmitrij Goljak |
| 23                                                                                                | 23                                                                                                | Střely                      | 26 | Rozhodčí: Maxim Sidorenko Petr Amosov Čároví: Ivan Děďulja Dmitrij Goljak |

| 17. dubna 2014 20:00 SELČ | Francie | 4:2 (3:0, 0:0, 1:2) | Slovensko | Gap, Francie Návštěvnost: 1 841 |  |

| Report | |                         |                                                                          |                                              |
| Cristobal Huet | Cristobal Huet | Brankáři                | Július Hudáček Ján Laco                                                  | Rozhodčí: Damien Bliek Čároví: Pierre Dehaen |
| D. Fleury (T. Da Costa, J. Auvitu) – 00:49 T. Da Costa (D. Fleury, K. Dusseau) – 09:06 T. Da Costa (D. Fleury) – 14:06 L. Lamperier – 42:15 | D. Fleury (T. Da Costa, J. Auvitu) – 00:49 T. Da Costa (D. Fleury, K. Dusseau) – 09:06 T. Da Costa (D. Fleury) – 14:06 L. Lamperier – 42:15 | 1–0 2–0 3–0 4–0 4–1 4–2 | 43:34 – R. Špirko (R. Tybor, M. Štajnoch) 53:50 – A. Šťastný (M. Hasčák) | Rozhodčí: Damien Bliek Čároví: Pierre Dehaen |
| 6 min | 6 min | Tresty                  | 12 min                                                                   | Rozhodčí: Damien Bliek Čároví: Pierre Dehaen |
| 31 | 31 | Střely                  | 31                                                                       | Rozhodčí: Damien Bliek Čároví: Pierre Dehaen |

| 18. dubna 2014 15:00 SELČ | Švédsko | 6:2 (2:1, 2:1, 2:0) | Dánsko | Malmö, Švédsko Návštěvnost: 1 913 |  |

| Report | |                                 |                                                          |                                                                         |
| Oscar Alsenfeldt | Oscar Alsenfeldt | Brankáři                        | Patrick Galbraith                                        | Rozhodčí: Morgan Johansson Mikael Holm Čároví: Ludvig Lundgren Emil Ryd |
| A. Thuresson (N. Andersén, M. Sjögren) – 06:27 A. Thuresson (J. Ahnelöv) – 19:04 D. Bång (J. Ahnelöv, J. Lundqvist) – 20:33 J. Ollas (A. Rödin, N. Olausson) – 27:07 N. Olausson (J. Ollas) – 48:53 L. Klasen (D. Axelsson, A. Wennberg) – 52:28 | A. Thuresson (N. Andersén, M. Sjögren) – 06:27 A. Thuresson (J. Ahnelöv) – 19:04 D. Bång (J. Ahnelöv, J. Lundqvist) – 20:33 J. Ollas (A. Rödin, N. Olausson) – 27:07 N. Olausson (J. Ollas) – 48:53 L. Klasen (D. Axelsson, A. Wennberg) – 52:28 | 0–1 1–1 2–1 3–1 4–1 4–2 5–2 6–2 | 02:35 – M. Christensen 34:33 – M. Christensen (M. Green) | Rozhodčí: Morgan Johansson Mikael Holm Čároví: Ludvig Lundgren Emil Ryd |
| 4 min | 4 min | Tresty                          | 10 min                                                   | Rozhodčí: Morgan Johansson Mikael Holm Čároví: Ludvig Lundgren Emil Ryd |

| 18. dubna 2014 16:00 SELČ | Lotyšsko | 2:3 (1:1, 1:2, 0:0) | Rusko | Riga, Lotyšsko Návštěvnost: 4 007 |  |

| Report                                                                            |                                                                                   |                     | |                                                                               |
| Edgars Masaļskis                                                                  | Edgars Masaļskis                                                                  | Brankáři            | Alexandr Jerjomenko | Rozhodčí: Eduards Odiņš Juris Balodis Čároví: Maksims Bogdanovs Raivis Jucers |
| R. Bukarts (R. Jekimovs) – 01:21 J. Upītis (K. Saulietis, R. Laviņš) (PP) – 31:34 | R. Bukarts (R. Jekimovs) – 01:21 J. Upītis (K. Saulietis, R. Laviņš) (PP) – 31:34 | 1–0 1–1 2–1 2–2 2–3 | 11:38 – V. Šipačev (M. Varnakov, D. Kalinin) 33:01 – S. Širokov (M. Pestuško) 39:56 – A. Glinkin (V. Tichonov, I. Nikulin) (PP) | Rozhodčí: Eduards Odiņš Juris Balodis Čároví: Maksims Bogdanovs Raivis Jucers |
| 8 min                                                                             | 8 min                                                                             | Tresty              | 8 min | Rozhodčí: Eduards Odiņš Juris Balodis Čároví: Maksims Bogdanovs Raivis Jucers |
| 24                                                                                | 24                                                                                | Střely              | 48 | Rozhodčí: Eduards Odiņš Juris Balodis Čároví: Maksims Bogdanovs Raivis Jucers |

| 18. dubna 2014 17:30 SELČ | Finsko | 3:2 (2:0, 0:2, 1:0) | Německo | Mikkeli, Finsko Návštěvnost: 3 215 |  |

| Report | |                     |                                                                  |                                                                                     |
| Ville Kolppanen | Ville Kolppanen | Brankáři            | Robert Zepp                                                      | Rozhodčí: Stefan Fonselius Jani Luoma-aho Čároví: Lauri Nikulainen Daniel Österholm |
| M. Lahti (E. Pöysti, O. Korpikari) – 05:54 M. Keränen (T. Mäntylä, J-P. Hytönen) – 10:08 T. Taimi (P. Wirtanen, V-M. Savinainen) – 59:20 | M. Lahti (E. Pöysti, O. Korpikari) – 05:54 M. Keränen (T. Mäntylä, J-P. Hytönen) – 10:08 T. Taimi (P. Wirtanen, V-M. Savinainen) – 59:20 | 1–0 2–0 2–1 2–2 3–2 | 20:13 – Y. Ehliz (F. Hördler) 33:26 – F. Mauer (F. Hördler) (PP) | Rozhodčí: Stefan Fonselius Jani Luoma-aho Čároví: Lauri Nikulainen Daniel Österholm |
| 2 min | 2 min | Tresty              | 4 min                                                            | Rozhodčí: Stefan Fonselius Jani Luoma-aho Čároví: Lauri Nikulainen Daniel Österholm |
| 39 | 39 | Střely              | 35                                                               | Rozhodčí: Stefan Fonselius Jani Luoma-aho Čároví: Lauri Nikulainen Daniel Österholm |

| 18. dubna 2014 19:00 SELČ | Bělorusko | 2:1 SN (0:0, 1:1, 0:0 – 0:0 – 1:0) | Švýcarsko | Grodna, Bělorusko Návštěvnost: 2 200 |  |

| Report                                                  |                                                         |                            |                                                                              |                                                                           |
| Andrèj Mezin                                            | Andrèj Mezin                                            | Brankáři                   | Genoni Leonardo                                                              | Rozhodčí: Maxim Sidorenko Petr Amosov Čároví: Ivan Děďulja Dmitrij Goljak |
| A. Kislij (A. Antonov) – 05:54 A. Kosticyn A. Kaljužnyj | A. Kislij (A. Antonov) – 05:54 A. Kosticyn A. Kaljužnyj | 1–0 1–1 Samostatné nájezdy | 20:13 – I. Pestoni (T. Rüfenacht, J. Vauclair) Reto Suri B. Plüss I. Pestoni | Rozhodčí: Maxim Sidorenko Petr Amosov Čároví: Ivan Děďulja Dmitrij Goljak |
| 10 min                                                  | 10 min                                                  | Tresty                     | 28 min                                                                       | Rozhodčí: Maxim Sidorenko Petr Amosov Čároví: Ivan Děďulja Dmitrij Goljak |
| 18                                                      | 18                                                      | Střely                     | 23                                                                           | Rozhodčí: Maxim Sidorenko Petr Amosov Čároví: Ivan Děďulja Dmitrij Goljak |

| 19. dubna 2014 15:00 SELČ | Francie | 1:3 (0:0, 0:2, 1:1) | Slovensko | Grenoble, Francie Návštěvnost: 3 500 |  |

| Report                                     |                                            |                 | |                       |
| Florian Hardy                              | Florian Hardy                              | Brankáři        | Ján Laco | Čároví: Pierre Dehaen |
| T. Da Costa (D. Fleury, A. Guttig) – 47:11 | T. Da Costa (D. Fleury, A. Guttig) – 47:11 | 0–1 0–2 1–2 1–3 | 22:42 – M. Šatan (L. Nagy, J. Mikúš) (PP) 27:29 – R. Tybor (M. Miklík, V. Mihálik) 52:59 – M. Šatan (L. Nagy, J. Mikúš) | Čároví: Pierre Dehaen |
| 37 min                                     | 37 min                                     | Tresty          | 28 min | Čároví: Pierre Dehaen |
| 29                                         | 29                                         | Střely          | 23 | Čároví: Pierre Dehaen |

| 19. dubna 2014 16:00 SELČ | Lotyšsko | 1:0 (0:0, 1:0, 0:0) | Rusko | Riga, Lotyšsko Návštěvnost: 3 173 |  |

| Report                                       |                                              |          |                    |                                                         |
| Ivars Punnenovs                              | Ivars Punnenovs                              | Brankáři | Andrej Vasilevskij | Rozhodčí: Gints Zviedritis Čároví: Jevgēņijs Griškevičs |
| J. Štāls (M. Indrašis, R. Lipsbergs) – 29:05 | J. Štāls (M. Indrašis, R. Lipsbergs) – 29:05 | 1–0      |                    | Rozhodčí: Gints Zviedritis Čároví: Jevgēņijs Griškevičs |
| 8 min                                        | 8 min                                        | Tresty   | 16 min             | Rozhodčí: Gints Zviedritis Čároví: Jevgēņijs Griškevičs |
| 17                                           | 17                                           | Střely   | 49                 | Rozhodčí: Gints Zviedritis Čároví: Jevgēņijs Griškevičs |

### 3. kolo
| 23. dubna 2014 19:30 SELČ | Švédsko | 6:1 (1:1, 3:0, 2:0) | Norsko | Östersund, Švédsko Návštěvnost: 2 542 |  |

| Report | |                             |                                |                                                                                |
| Linus Ullmark | Linus Ullmark | Brankáři                    | Lars Volden                    | Rozhodčí: Tobias Björk Mikael Sjöqvist Čároví: Lennart Ahlström Emil Wernström |
| L. Klasen (J. Ahnelöv) – 02:45 N. Olausson (J. Fransson) – 23:27 N. Danielsson (D. Rasmussen, D. Rahimi) – 31:06 N. Olausson (D. Axelsson, L. Klasen) – 31:40 D. Rasmussen (A. Thuresson, P. Hersley) – 53:34 D. Axelsson (L. Klasen, N. Olausson) – 59:27 | L. Klasen (J. Ahnelöv) – 02:45 N. Olausson (J. Fransson) – 23:27 N. Danielsson (D. Rasmussen, D. Rahimi) – 31:06 N. Olausson (D. Axelsson, L. Klasen) – 31:40 D. Rasmussen (A. Thuresson, P. Hersley) – 53:34 D. Axelsson (L. Klasen, N. Olausson) – 59:27 | 1–0 1–1 2–1 3–1 4–1 5–1 6–1 | 15:56 – S. Espeland (M. Olimb) | Rozhodčí: Tobias Björk Mikael Sjöqvist Čároví: Lennart Ahlström Emil Wernström |
| 12 min | 12 min | Tresty                      | 14 min                         | Rozhodčí: Tobias Björk Mikael Sjöqvist Čároví: Lennart Ahlström Emil Wernström |

| 24. dubna 2014 17:00 SELČ | Slovensko | 0:3 (0:1, 0:1, 0:1) | Finsko | Košice, Slovensko Návštěvnost: 8 347 |  |

| Report         |                |             | |                                                                            |
| Jaroslav Janus | Jaroslav Janus | Brankáři    | Juuse Saros | Rozhodčí: Vladimír Baluška Jozef Kubuš Čároví: Tibor Rovenský Martin Korba |
|                |                | 0–1 0–2 0–3 | 07:08 – M. Keränen (T. Teräväinen, I. Pakarinen) 30:18 – J-P. Hytönen (J. Immonen, J. Hietanen) 45:09 – T. Teräväinen (M. Keränen) | Rozhodčí: Vladimír Baluška Jozef Kubuš Čároví: Tibor Rovenský Martin Korba |
| 6 min          | 6 min          | Tresty      | 8 min | Rozhodčí: Vladimír Baluška Jozef Kubuš Čároví: Tibor Rovenský Martin Korba |
| 28             | 28             | Střely      | 31 | Rozhodčí: Vladimír Baluška Jozef Kubuš Čároví: Tibor Rovenský Martin Korba |

| 24. dubna 2014 19:30 SELČ | Německo | 2:4 (0:4, 1:0, 1:0) | Rusko | Mnichov, Německo Návštěvnost: 5 100 |  |

| Report                                                  |                                                         |                         | |  |
| Robert Zepp                                             | Robert Zepp                                             | Brankáři                | Andrej Vasilevskij |  |
| M. Plachta (N. Goc, D. Kahun) – 30:01 F. Schütz – 43:16 | M. Plachta (N. Goc, D. Kahun) – 30:01 F. Schütz – 43:16 | 0–1 0–2 0–3 0–4 1–4 2–4 | 04:00 – I. Nikulin (A. Loktionov, A. Glinkin) 04:38 – S. Plotnikov (V. Šipačev) 05:30 – V. Tichonov (A. Bělov) 13:18 – A. Glinkin (A. Loktionov) |  |
| 6 min                                                   | 6 min                                                   | Tresty                  | 0 min |  |
| 15                                                      | 15                                                      | Střely                  | 39 |  |

| 24. dubna 2014 18:45 SELČ | Dánsko | 5:4 (1:1, 1:2, 3:1) | Bělorusko | Odense, Dánsko Návštěvnost: 1 302 |  |

| Report | |                                     | |                                                                                   |
| Simon Nielsen | Simon Nielsen | Brankáři                            | Vitalij Koval | Rozhodčí: Ladislav Smetana Roy Stian Hansen Čároví: Morten Agertoft Henrik Haurum |
| E. Kristensen (J. Jensen) (PP) – 13:50 F. Storm (J. Jensen, P. Bjorkstrand) – 28:18 J. Jensen (M. Christensen, M. Poulsen) (PP) – 49:24 F. Storm (J. Jensen, E. Kristensen) – 52:16 J. Jakobsen (M. Madsen) – 52:49 | E. Kristensen (J. Jensen) (PP) – 13:50 F. Storm (J. Jensen, P. Bjorkstrand) – 28:18 J. Jensen (M. Christensen, M. Poulsen) (PP) – 49:24 F. Storm (J. Jensen, E. Kristensen) – 52:16 J. Jakobsen (M. Madsen) – 52:49 | 0–1 1–1 2–1 2–2 2–3 2–4 3–4 4–4 5–4 | 12:12 – A. Štěpanov (M. Grabovskij) 33:13 – A. Kaljužnyj (I. Usenko) (PP) 37:06 – O. Jevenko (M. Grabovskij) 43:27 – A. Štěpanov (I. Usenko) (PP) | Rozhodčí: Ladislav Smetana Roy Stian Hansen Čároví: Morten Agertoft Henrik Haurum |
| 10 min | 10 min | Tresty                              | 12 min | Rozhodčí: Ladislav Smetana Roy Stian Hansen Čároví: Morten Agertoft Henrik Haurum |
| 26 | 26 | Střely                              | 15 | Rozhodčí: Ladislav Smetana Roy Stian Hansen Čároví: Morten Agertoft Henrik Haurum |

| 25. dubna 2014 18:30 SELČ | Lotyšsko | 2:1 (1:0, 0:0, 1:1) | Francie | Riga, Lotyšsko Návštěvnost: 2 569 |  |

| Report                                                                                           |                                                                                                  |             |                              |                                        |
| Edgars Masaļskis                                                                                 | Edgars Masaļskis                                                                                 | Brankáři    | Cristobal Huet               | Rozhodčí: Thomas Andersen Maris Locans |
| M. Cipulis (R. Laviņš, K. Daugaviņš) (PP) – 12:58 M. Rēdlihs (K. Daugaviņš, M. Indrašis) – 50:22 | M. Cipulis (R. Laviņš, K. Daugaviņš) (PP) – 12:58 M. Rēdlihs (K. Daugaviņš, M. Indrašis) – 50:22 | 1–0 1–1 2–1 | 48:37– D. Fleury (A. Guttig) | Rozhodčí: Thomas Andersen Maris Locans |
| 12 min                                                                                           | 12 min                                                                                           | Tresty      | 6 min                        | Rozhodčí: Thomas Andersen Maris Locans |

| 25. dubna 2014 19:00 SELČ | Švédsko | 1:0x (1:0, -:-, -:-) | Norsko | Sundsvall, Švédsko Návštěvnost: 2 200 |  |

| Report                                            |                                                   |          |             |                                                                                |
| Marcus Högberg                                    | Marcus Högberg                                    | Brankáři | Lars Volden | Rozhodčí: Tobias Björk Mikael Sjöqvist Čároví: Lennart Ahlström Emil Wernström |
| N. Olausson (D. Axelsson, L. Klasen) (PP) – 01:28 | N. Olausson (D. Axelsson, L. Klasen) (PP) – 01:28 | 1–0      |             | Rozhodčí: Tobias Björk Mikael Sjöqvist Čároví: Lennart Ahlström Emil Wernström |
| 0 min                                             | 0 min                                             | Tresty   | 2 min       | Rozhodčí: Tobias Björk Mikael Sjöqvist Čároví: Lennart Ahlström Emil Wernström |

- Zápas kvůli problémům s ledem přerušen

| 25. dubna 2014 19:45 SELČ | Švýcarsko | 3:1 (1:0, 1:0, 1:1) | Česko | Neuchâtel, Švýcarsko Návštěvnost: 6 165 |  |

| Report | |                 |                              |                                                                             |
| Genoni Leonardo | Genoni Leonardo | Brankáři        | Alexander Salák              | Rozhodčí: Stéphane Rochette Didie Massy Čároví: Nicolas Fluri Gilles Mauron |
| D. Brunner (D. Hollenstein) (PP) – 05:39 R. Josi (K. Romy, D. Hollenstein) – 23:13 I. Pestoni (M. Thibaut, R. Grossmann) – 55:09 | D. Brunner (D. Hollenstein) (PP) – 05:39 R. Josi (K. Romy, D. Hollenstein) – 23:13 I. Pestoni (M. Thibaut, R. Grossmann) – 55:09 | 1–0 2–0 3–0 3–1 | 57:03– M. Vondrka (L. Radil) | Rozhodčí: Stéphane Rochette Didie Massy Čároví: Nicolas Fluri Gilles Mauron |
| 4 min | 4 min | Tresty          | 15 min                       | Rozhodčí: Stéphane Rochette Didie Massy Čároví: Nicolas Fluri Gilles Mauron |
| 33 | 33 | Střely          | 32                           | Rozhodčí: Stéphane Rochette Didie Massy Čároví: Nicolas Fluri Gilles Mauron |

| 26. dubna 2014 14:30 SELČ | Německo | 3:0 (1:0, 1:0, 1:0) | Rusko | Landshut, Německo |  |

| Report | |             |                |                                                                               |
| Philipp Grubauer                                                                                                  | Philipp Grubauer                                                                                                  | Brankáři    | Anton Chudobin | Rozhodčí: Stephen Bauer Bastian Haupt Čároví: Thorsten Lajoie Stefan Velkoski |
| Y. Ehliz (A. Barta) – 14:59 F. Schütz (F. Mauer, A. Barta) – 24:21 Y. Seidenberg (M. Kink, D. Reul) (ENG) – 59:58 | Y. Ehliz (A. Barta) – 14:59 F. Schütz (F. Mauer, A. Barta) – 24:21 Y. Seidenberg (M. Kink, D. Reul) (ENG) – 59:58 | 1–0 2–0 3–0 |                | Rozhodčí: Stephen Bauer Bastian Haupt Čároví: Thorsten Lajoie Stefan Velkoski |
| 14 min | 14 min | Tresty      | 18 min         | Rozhodčí: Stephen Bauer Bastian Haupt Čároví: Thorsten Lajoie Stefan Velkoski |

| 26. dubna 2014 16:00 SELČ | Lotyšsko | 6:3 (2:0, 3:3, 1:0) | Francie | Riga, Lotyšsko Návštěvnost: 2 445 |  |

| Report | |                                     | |                                                                                           |
| Ivars Punnenovs Elvis Merzļikins | Ivars Punnenovs Elvis Merzļikins | Brankáři                            | Florian Hardy | Rozhodčí: Gints Zviedrītis Jevgēņijs Griškevičs Čároví: Maksims Bogdanovs Edvards Briedis |
| H. Vasiļjevs (A. Ņiživijs, M. Cipulis) – 14:59 M. Redlihs – 24:21 H. Vasiļjevs (A. Ņiživijs, R. Laviņš) (PP) – 59:58 G. Meija – 24:21 M. Rēdlihs (K. Daugaviņš) (PP) – 24:21 M. Indrašis (A. Kulda, M. Rēdlihs) (PP) – 24:21 | H. Vasiļjevs (A. Ņiživijs, M. Cipulis) – 14:59 M. Redlihs – 24:21 H. Vasiļjevs (A. Ņiživijs, R. Laviņš) (PP) – 59:58 G. Meija – 24:21 M. Rēdlihs (K. Daugaviņš) (PP) – 24:21 M. Indrašis (A. Kulda, M. Rēdlihs) (PP) – 24:21 | 1–0 2–0 2–1 3–1 4–1 4–2 4–3 5–3 6–3 | 12:12 – J. Janil (B. Henderson) (ENG) 33:13 – D. Fleury (B. Henderson, A. Guttig) (ENG) 37:06 – Y. Treille (J. Janil) | Rozhodčí: Gints Zviedrītis Jevgēņijs Griškevičs Čároví: Maksims Bogdanovs Edvards Briedis |
| 2 min | 2 min | Tresty                              | 12 min | Rozhodčí: Gints Zviedrītis Jevgēņijs Griškevičs Čároví: Maksims Bogdanovs Edvards Briedis |

| 26. dubna 2014 17:00 SELČ | Slovensko | 2:1 (1:0, 1:1, 0:0) | Finsko | Poprad, Slovensko Návštěvnost: 4 468 |  |

| Report                                                                    |                                                                           |             |                                      |                                                                         |
| Ján Laco                                                                  | Ján Laco                                                                  | Brankáři    | Mikko Koskinen                       | Rozhodčí: Peter Jonák Tomáš Orolín Čároví: Miroslav Valach Martin Smrek |
| I. Švarný (M. Reway, M. Bartek) (PP) – 12:51 M. Šatan (I. Švarný) – 31:13 | I. Švarný (M. Reway, M. Bartek) (PP) – 12:51 M. Šatan (I. Švarný) – 31:13 | 1–0 1–1 2–1 | 20:48 – T. Mäntylä (J. Immonen) (PP) | Rozhodčí: Peter Jonák Tomáš Orolín Čároví: Miroslav Valach Martin Smrek |
| 10 min                                                                    | 10 min                                                                    | Tresty      | 18 min                               | Rozhodčí: Peter Jonák Tomáš Orolín Čároví: Miroslav Valach Martin Smrek |
| 37                                                                        | 37                                                                        | Střely      | 32                                   | Rozhodčí: Peter Jonák Tomáš Orolín Čároví: Miroslav Valach Martin Smrek |

| 26. dubna 2014 19:00 SELČ | Dánsko | 3:4 (1:1, 1:2, 1:1) | Bělorusko | Rodovre, Dánsko Návštěvnost: 1 472 |  |

| Report | |                             | |                                                                                     |
| Patrick Galbraith                                                                                             | Patrick Galbraith                                                                                             | Brankáři                    | Andrèj Mezin | Rozhodčí: Ladislav Smetana Roy Stian Hansen Čároví: Joep Leermakers Morten Agertoft |
| T. Spelling (M. Madsen) – 11:47 P. Bjorkstrand (F. Storm, J. Jensen) – 21:03 M. Madsens (J. Jakobsen) – 52:36 | T. Spelling (M. Madsen) – 11:47 P. Bjorkstrand (F. Storm, J. Jensen) – 21:03 M. Madsens (J. Jakobsen) – 52:36 | 1–0 1–1 2–1 2–2 2–3 2–4 3–4 | 15:35 – I. Usenko (A. Kosticyn) 25:18 – A. Kosticyn (M. Grabovskij) 31:42 – A. Stas (J. Kovyršin) 41:16 – A. Stas (A. Antonov) | Rozhodčí: Ladislav Smetana Roy Stian Hansen Čároví: Joep Leermakers Morten Agertoft |
| 8 min | 8 min | Tresty                      | 12 min | Rozhodčí: Ladislav Smetana Roy Stian Hansen Čároví: Joep Leermakers Morten Agertoft |
| 31 | 31 | Střely                      | 15 | Rozhodčí: Ladislav Smetana Roy Stian Hansen Čároví: Joep Leermakers Morten Agertoft |

| 27. dubna 2014 13:30 SELČ | Švýcarsko | 1:2 (0:1, 1:1, 0:0) | Česko | Basilej, Švýcarsko Návštěvnost: 4 126 |  |

| Report                           |                                  |             |                                                        |                                                                    |
| Robert Mayer                     | Robert Mayer                     | Brankáři    | Jakub Kovář                                            | Rozhodčí: Brent Reiber Danny Kurmann Čároví: Roger Arm Kirk Müller |
| K. Romy (D. Hollenstein) – 24:02 | K. Romy (D. Hollenstein) – 24:02 | 0–1 1–1 1–2 | 04:19 – M. Růžička (R. Červenka) 28:15 – V. Mozík (SH) | Rozhodčí: Brent Reiber Danny Kurmann Čároví: Roger Arm Kirk Müller |
| 4 min                            | 4 min                            | Tresty      | 4 min                                                  | Rozhodčí: Brent Reiber Danny Kurmann Čároví: Roger Arm Kirk Müller |
| 18                               | 18                               | Střely      | 27                                                     | Rozhodčí: Brent Reiber Danny Kurmann Čároví: Roger Arm Kirk Müller |

## Tabulka
| Poř. | Tým       | Z | V | VP | PP | P | Skóre | B  |
| ---- | --------- | - | - | -- | -- | - | ----- | -- |
| 1    | Finsko    | 6 | 5 | 0  | 0  | 1 | 20:6  | 15 |
| 2    | Česko     | 6 | 5 | 0  | 0  | 1 | 20:7  | 15 |
| 3    | Švédsko   | 5 | 4 | 0  | 1  | 0 | 24:10 | 13 |
| 4    | Švýcarsko | 6 | 2 | 1  | 1  | 2 | 15:14 | 9  |
| 5    | Rusko     | 6 | 3 | 0  | 0  | 3 | 13:13 | 9  |
| 6    | Slovensko | 6 | 3 | 0  | 0  | 3 | 12:15 | 9  |
| 7    | Lotyšsko  | 6 | 3 | 0  | 0  | 3 | 13:17 | 9  |
| 8    | Německo   | 6 | 2 | 0  | 1  | 3 | 12:14 | 7  |
| 9    | Norsko    | 5 | 2 | 0  | 0  | 3 | 9:20  | 6  |
| 10   | Bělorusko | 6 | 1 | 1  | 0  | 4 | 15:19 | 5  |
| 11   | Francie   | 6 | 1 | 1  | 0  | 4 | 13:18 | 5  |
| 12   | Dánsko    | 6 | 1 | 0  | 0  | 5 | 12:25 | 3  |

Z = Odehrané zápasy; V = Výhry; VP = Výhry v prodloužení/nájezdech; PP = Prohry v prodloužení/nájezdech; P = Prohry; B = Body